# Floccularia subcaligata
Floccularia subcaligata är en svampart som först beskrevs av A.H. Sm. & Rea, och fick sitt nu gällande namn av Marcel Bon 1991. Floccularia subcaligata ingår i släktet Floccularia och familjen Agaricaceae.   Inga underarter finns listade i Catalogue of Life.